# Јањина (Грчка)
Јањина (грч. Ιωάννινα) град је у северозападној Грчкој и управно средиште и округа Јањина и периферије Епир. Јањина је од престонице Атине удаљена 450 km, а од Солуна 290 km.
Јањина је свеколико средиште Епира и целе северозападне Грчке на свим пољима, јер у граду постоје две велике болнице (општа и универзитетска), као и Универзитет Епира и Технолошки институт Епира (део).

## Име
Град је вероватно добио данашњи назив по свецу-заштитнику првобитног града, св. Јовану (грчки „Јани"), тако да би у преводу Јанина била „Јованов град“.
Старо славенско и отоманско име града je Јана.

## Географија
Град Јањина се налази у средишњем делу историјске покрајине Епир, а поред Јањинског језера или Памвотиде. Град се налази на надморској висини од 480 m и окружен је планинама: Томарос на југу, Мителкели на северу. Област Јањине је веома прометна, јер је пресеца се важан пут Игњација, а на овом месту се у овај пут сустиче много месних путева.
Клима у Јањини је због надморске висине града (готово 500 m) и затворености овог подручја континентална, за коју су особене изузетно жарна лета и хладније и кишовите зиме са не баш тако ретким снегом.

## Историја
Најстарији археолошки налази у подручју Јањине говоре да је ово подручје било насељено још у време праисторије. У 5. веку п. н. е. ово подручје потпало је под власт античке Македоније. У 2 веку п. н. е. оно је пало под римску власт.
На почетку средњег века (510. ) први пут се јавља насеље на овом месту под називом „Нова Евбеја“ и то у оквиру Византије за време владавине цара Јустинијана Првог. 879. године. Јањина се први пут јавља под данашњим именом у византијским списима, када се спомиње постојање месног епископа. Град је остао седиште епископије и током раздобља владавине Бугара у 10. веку. 1082. године град је припао Норманима из јужне Италије. У 13. веку после заузећа Цариграда од стране крсташа Јањина постаје један од неосвојених градова у оквиру Епирске деспотовине, што привлачи нове досељенике и повећава значај граду. Град је 1318. поново припао Византији и добија бројне повластице. Ускоро Јањина потпада под власт Душановог царства, задржавши све повластице. У ово време град достиже веома висок развој и постаје значајно средиште у овом делу Балкана. У време осипања Српског царства, цар Симеон је 1367. грађанима послао свог зета деспота Тому Прељубовића. Да би се изборио са надирањем Албанаца са севера, Прељубовић је позвао у помоћ Османлије. Пошто је Тома Прељубовић убијен у завери 1384. године, његова удовица Марија Ангелина Немањић се преудала за Фирентинца Исаула де Буенделмонтија који је постао нови јањински деспот.
Јањина је пала под османску власт 1430. године, задржавајући одређене повластице. Оне нису биле довољне, па је 1611. године подигнут Скилософосов устанак. Турци су угушили устанак, укидају повластице и расељавају грчко становништво изван утврђеног дела града. У утврђењу се насељавају муслимани и Јевреји. Град се убрзо обновио, захваљујући развоју занатства и трговине и везама са Западом (нарочито са Млецима). Захваљујући томе током 18. века отвара се много културно-образовних установа у Јањини. Крајем 18. века, за време владавине Али-паше Јањинског, моћ града је била толика да почиње процес лоших односа са Портом у Стамболу. Све ово је прекинуто 1821. г. Грчким устанком, када турске трупе успостављају власт у граду. 1869. године. Јањину захвата пожар и уништава стари град. Град се обнавља по новим плановима немачког архитекте Холца. Упоредо се обнављају и градске установе и куће.
Тек 1913. године град припада савременој Грчкој, а после Грчко-турског рата 1923. године у град се досељавају и грчке пребеглице из Мале Азије. Они замењују некадашње муслиманско становништво, које се исељава у Турску. Током 20. века град се развија у подручно средиште Епира.

## Становништво
Јањина данас има око 70.000 становника у граду и околини. Становништво су углавном етнички Грци. Кретање становништва по последњим пописима било је следеће:
| 1981.  | 1991.  | 2001.  | 2011.  |
| ------ | ------ | ------ | ------ |
| 44.829 | 56.699 | 61.629 | 65,574 |

Кретање броја становника у општини по пописима:
| 1991.  | 2001.  | 2011.   |
| ------ | ------ | ------- |
| 63,725 | 70,203 | 112.486 |

## Привреда
Јањина је одувек била развијен занатски центар, а то је и данас (јувелирство, кујунџијство, сувенири). Град је познат и фабрици минералне воде и као средиште производње фета сира.
Град је важно саобраћајно чвориште у Грчкој. Јужно од града пролази савремени ауто-пут Игњација, а у близини града је и Аеродром Јањина.

## Занимљивости
Јањина спада у грчке градове са веома добро очуваном градском структуром из османског раздобља, као и са јасним утицајем балканске архитектуре. Посебно је занимљиво полуострво са тврђавом, где постоје споменици из турског раздобља. Нарочито су привлачне цркве и џамије.